# Jaanam Samjha Karo
Jaanam Samjha Karo è un film del 1999 diretto da Andaleeb Sultanpuri.